# Группа Pola X
Группа "Pola X" (рус. «Пола Икс») — музыкальная русскоязычная израильская группа. В музыке значительно влияние стилей Неоромантический рок, Синти, Поп-рок, Нью-Вейв.

## История
Основателем группы является Sly («Слай»; наст. имя Александр Штерн; 5 марта 1977, Ростов-на-Дону, РСФСР, СССР; родной брат композитора и музыканта-мультиинструменталиста Сергея Штерна)
Группа была основана в городе Хайфа (Израиль) в декабре 2005 года. В короткое время Пола Икс стала одним из самых успешных коллективов в Израиле среди групп, исполняющих песни на русском языке.
В 2005 году коллектив начинает концертную деятельность в Израиле.
Весной 2007 года выходит в свет первый альбом под названием «Pola X — Демо». Осенью 2007-го песня «Возвращайся домой» занимает первое место в конкурсе «Рок-Герой» и звучит в программе Вадима Самойлова на радиостанции «Наше радио» (Москва, Россия).
В декабре того же года коллектив получает приглашение на Рок-фестиваль «Трансформация 2» (клуб «Апельсин»; Москва), где выступает в одной программе с группами «Торба-на-Круче», «Браво», «Полюса».
В 2008 году песни Пола Икс попадают в ротацию на радиостанции «Первое радио» (Израиль). В итоге группа принимает участие в часовой программе-интервью на «Первом Радио» , посвященной творчеству коллектива: участники группы отвечают на звонки слушателей, рассказывают историю создания своих песен, которые звучат в прямом эфире.
В начале 2011 года группа Пола Икс получила приглашение выступить на юбилейном рок-фестивале «НАШЕствие 2011», на котором 9 июля группа представила слушателям получасовую программу песен. Таким образом группа Пола Икс становится первой израильской русскоязычной группой, выступившей на «НАШЕствии».
В октябре 2013 года Sly принял участие в проекте Стаса Черного (Stas Cherny & the Band), в рамках которого выступил в качестве технического аранжировщика и клавишника на разогреве в концерте группы «Би-2» в клубе «Barby» (Тель-Авив).
В конце того же года Sly временно прекратил концертную деятельность группы Пола Икс.
В 2014 году через Михаила "Карася" Карасёва (дядю Шуры Би-2, автора альбомов серии «Нечётный воин» и одного из авторов песен группы «Би-2», проживающего в городе «Ашдод), Sly знакомится с Николаем Ковалёвым, лидером группы Сейф» из «Города Художников» Палеха. Личное знакомство, переросшее позже в дружбу, происходит во время гастролей «Сейфа» в Израиле летом того же года. В 2017 году вместе с музыкантами и музыкальными коллективами из разных стран мира Sly принял участие в юбилейном проекте «Отмыкая Сейф Трибьют», в рамках которого поздравил друзей и коллег из «Сейфа» с тридцатилетием группы. В качестве трибьюта Sly записал и предоставил собственную кавер-версию на песню «Снежные Сани Смерти», которая позже прозвучала в радиопрограмме Артемия Троицкого «Музыка на Свободе», посвященной проекту
В 2017 году была открыта личная страничка автора песен и музыканта Алекса "Sly" Штерна 
В начале 2021 года группа Пола Икс начала работу над созданием нового альбома.

## Дискография
- Pola X: Демо (2007)
- Год Ракеты (2009)

## Состав
Основной:
- Sly (Александр Штерн) — Вокал, акустическая гитара, тексты, музыка, программирование.
- BSDR (Сергей Медников) — Ударные, программирование.
- Вакс (Дмитрий Малыгин) — Соло-гитара

Приглашенные музыканты:
- Максим Агушевич (Палата No.6) — Гитара
- Вадим Ромер — Гитара

Бывшие участники группы:
- Марк «d0c» Игнатовский - гитара
- Слава Шехтман - клавиши
- Татьяна Френкель - бас
- Антон "Колбасин" Старовойтенко - клавиши